# Dunaföldvár
Dunaföldvár [dunafeldvár] je město v Maďarsku v župě Tolna, spadající pod okres Paks. Jedná se o nejsevernější obec Tolny, nachází se v jejím nejsevernějším výběžku těsně u jejího trojmezí s župami Fejér a Bács-Kiskun. Nachází se asi 11 km jihozápadně od Dunaújvárosu. V roce 2018 zde žilo 8 593 obyvatel. Podle údajů z roku 2001 zde byli 83,8 % Maďaři, 2,2 % Romové, 0,8 % Němci a 0,2 % Rumuni.
Dunaföldvár se nachází u břehu Dunaje, poblíže města prochází dálnice M6. Nejbližšími městy jsou Dunaújváros, Paks a Solt. Poblíže jsou též obce Baracs, Bölcske, Daruszentmiklós, Dunaegyháza, Előszállás, Kisapostag a Mezőfalva.